# El corazón del guerrero
El corazón del guerrero is een Spaanse fantasiefilm uit 2000. 

## Plot
Beldar en Sonja, een paar dieven behorend tot de legendarische wereld van zwaard en tovenarij, stelen een kostbare steen die de vorm heeft van een menselijk hart in de sombere crypte van de Orde van de Duizend Ogen, een kwaadaardige sekte van machtige tovenaars. Bij het ontvluchten van de plaats realiseren ze zich dat de edelsteen vervloekt is. Na het verliezen van het bewustzijn ontwaakt Beldar in een andere wereld, in het lichaam van een zestienjarige tiener in Madrid die wordt geplaagd door jeugdpuistjes.

## Bronmateriaal
De film was genomineerd voor twee prijzen tijdens de 15e editie van de Goya's. Bovendien won de film de publieksprijs op het Amsterdam Fantastic Film Festival in Amsterdam.

## Rolverdeling
| Acteur           | Personage |
| ---------------- | --------- |
| Fernando Ramallo | Ramón     |
| Joel Joan        | Beldar    |
| Neus Asensi      | Sony      |
| Santiago Segura  | Netheril  |
| Adrià Collado    |           |
| Javier Aller     |           |
| Jaime Barnatán   |           |
| Adolfo Fernández |           |
| Luis Tosar       |           |
| Arturo Valls     |           |